# Nicolas de Nompère de Champagny (1724)
Pour les autres membres de la famille, voir Famille de Nompère de Champagny.
Nicolas de Nompère dit Nicolas de Nompère de Champagny, né le 3 mai 1724 et décédé est un noble et militaire français.

## Biographie
Il fut page de la reine de France Marie Leszczynska en 1739. 
Il était capitaine au régiment de Dauphin-Cavalerie.

## Union et postérité
Nicolas de Nompère était le premier enfant de Jean-Baptiste de Nompère de Champagny (ou « Jean-Baptiste de Nompère de Pierrefitte ») (° baptisé le 12 avril 1693 à Roanne), seigneur de Champagny, écuyer, chevalier, capitaine au régiment de Bigorre et de Claudine (Claude Marie) Mathieu de Bachelard (° 1705), fille de Claude Mathieu, sieur de Bachelard.
- Il épousa, le 10 février 1755 en la chapelle de Lyonne (Cognat-Lyonne), Marie Marguerite de Reclesne (° 1725 - † 1765), fille de Benoît de Reclesne (° 1681 - † 1762), seigneur de Lyonne, dont il eut :
  - Marie Ursule Jeanne Margueritte Elisabeth de Nompère de Champagny (° 28 juillet 1756 à Cognat-Lyonne)
  - un fils (° 28 juillet 1757 à Cognat-Lyonne - † 3 août 1757 à Cognat-Lyonne) ;
  - Marie Claude de Nompère de Champagny (° 12 septembre 1759 à Cognat-Lyonne - † 13 décembre 1789 à Cognat-Lyonne), marié, le 17 février 1789, avec Marie Anne Elisabeth de Lingendes, dont :
    - Nicolas de Nompère de Champagny (° 6 septembre 1789 à Cayenne - † 4 mai 1863 au château de Kerduel (Pleumeur-Bodou), militaire et maire de Pleumeur-Bodou de 1848 à 1852, épousa Caroline de La Fruglaye (° 18 juillet 1805 à Ploujean - † 26 février 1864 à Pleumeur-Bodou), fille de Paul de La Fruglaye (° 12 mars 1766 à Quimper - † 1849 à Morlaix), officier de dragons, colonel de la Légion du Finistère, chevalier de Saint-Louis, maire de Ploujean, dont :
      - Henri de Nompère de Champagny (° 17 juin 1831 à Ploujean - † 10 avril 1885 au château de Kerduel (Pleumeur-Bodou), député puis sénateur des Côtes-du-Nord, maire de Pleumeur-Bodou, marié le 30 mai 1858 à Plouvorn, avec Clémentine Marie Audren de Kerdrel (° 1840 - † 1899), fille de Casimir Audren de Kerdrel (° 1807 - † 1862), dont :
        - Henri Clément Nicolas Marie de Nompère de Champagny (° 1er avril 1859 - † 8 décembre 1933), conseiller général du canton de Perros-Guirec et maire de Pleumeur-Bodou, marié vers 1890, avec une fille de Robert Ernest de Curel (° 1829 - † 1893), dont il eut :
          - Henry de Nompère de Champagny (16 septembre 1890 au château de Kerduel (Pleumeur-Bodou) - † Mort pour la France le 14 mars 1944 en déportation au camp de Flossenbürg en Allemagne). Élève de l'École Spéciale Militaire de Saint-Cyr (promotion de la Moskova 1910 - 1914), officier de l'Armée française (colonel) durant les Première et Seconde Guerres mondiales, résistant, maire de Somloire de 1920 à 1944, conseiller général du canton de Vihiers de 1928 à 1938, marié le 16 juin 1919, avec Yvonne des Nouhes de Loucherie (° 13 février 1896 à Paris - † 3 novembre 1988 à Paris), dont il eut sept enfants :
            - cinq filles et,
            - deux fils, dont élève de l'École Spéciale Militaire de Saint-Cyr (promotion Général Leclerc 1946 - 1948), dont postérité ;

          - Anne de Nompère de Champagny (° 1892 - † 1955), mariée avec M. de Couëssin du Boisriou ;
          - Yves Marie de Nompère de Champagny, (° 1895 - † 1969) comte de Champagny, 6e duc de Cadore. Par jugement du tribunal civil de la Seine du 18 juillet 1919, confirmé en cour d'appel de Paris le 8 octobre suivant et transcrit sur les régistres d'état civil de Paris VIIIe le 19 novembre 1919, Emma de Nompère de Champagny (° 1858 - † 1932), fille de Jérôme-Paul de Nompère de Champagny, 5e duc de Cadore adopta, sous le nom de « de Nompère de Champagny de Cadore », son « neveu »[2] Yves de Nompère de Champagny de Cadore, arrière-petit-fils de Nicolas de Nompère de Champagny (issu de la branche aînée de la famille). Ce dernier a porté le titre de duc de Cadore conformément aux lettres patentes de Napoléon Ier signées en 1809 permettant la transmission du titre par les femmes[3].
 Yves avait épousé, le 9 mars 1923 à Paris XVIe, Henriette d'Estampes (° 13 juillet 1897 à Paris VIIIe - † 8 juillet 1995 à Paris, inhumée au cimetière du Montparnasse (315 P 1834)), fille du marquis Robert Jacques d'Estampes (° 1862 - † 1930), dont il eut :
            - Henri Marie de Nompère de Champagny (° 1924 - † 2010), comte de Champagny, marquis puis 7e duc de Cadore. Il épousa en 1949, Françoise de Pierre de Bernis († 2010), sans postérité ;
            - Marie Henriette de Nompère de Champagny de Cadore (° 1925 - † 22 octobre 2013). Elle épousa le 22 avril 1950, François de Bodin (° 1922 - † 2000), vicomte de Galembert, dont postérité ;

        - Caroline de Nompère de Champagny (° le 10 septembre 1860 à Plouvorn - † 1932), mariée avec Louis Florian Marie Auguste Gouyon de Beaufort (° 1859 - † 1934), dont postérité.

      - Marie Victoire de Nompère de Champagny (° 1834 - † 10 décembre 1887 à Pléneuf), mariée, le 28 octobre 1856 à Pleumeur-Bodou, avec Arthur François de La Goublaye de Nantois (° 1826 - † 1888), dont postérité ;
      - Louisa de Nompère de Champagny (° 8 septembre 1836 - † 7 mars 1912), mariée, le 17 avril 1860 à Pleumeur-Bodou, avec Eudes de Quemper de Lanascol (° 1832 - † 1878), dont postérité.

  - une fille (° 6 septembre 1760 à Cognat-Lyonne - † 19 septembre 1760 à Cognat-Lyonne) ;
  - Elizabeth Victoire Francoise Xavier de Nompère de Champagny (° 17 septembre 1760 à Cognat-Lyonne) ;

## Titres
- Seigneur de Champagny et de Pierrefitte.

## Distinctions
- Chevalier de l'ordre royal et militaire de Saint-Louis.